# Marie-Henriette de Bourbon-Siciles
 (mars 2025).
Motif : En quoi cette enfant est-elle notable ? La notoriété n'est pas héritée.
- Archive Wikiwix
- Bing
- Cairn
- DuckDuckGo
- E. Universalis
- Gallica
- Google
- G. Books
- G. News
- G. Scholar
- Persée
- Qwant
- (zh) Baidu
- (ru) Yandex
- (wd) trouver des œuvres sur Wikidata

| 1. | Préciser le motif de la pose du bandeau. | Précisez le motif de la pose du bandeau en utilisant la syntaxe suivante : {{admissibilité à vérifier\|date=mai 2025\|motif=remplacez ce texte par le motif}}                                           |
| 2. | Informer les utilisateurs concernés.     | Pensez à avertir le créateur de l'article, par exemple, en insérant le code ci-dessous sur sa page de discussion : {{subst:avertissement admissibilité à vérifier\|Marie-Henriette de Bourbon-Siciles}} |

Marie-Henriette Carmel de Bourbon ou de Bourbon-Naples, née au Palais royal de Naples le 31 juillet 1787 et décédée au Palais de Caserte le 20 septembre 1792 est le quatorzième enfant du roi Ferdinand Ier des Deux-Siciles et de son épouse Marie-Caroline d'Autriche.

## Biographie
Marie-Henriette de Bourbon attrapa la variole en 1789 et après l'avoir à nouveau attrapée en septembre 1792 mourut prématurément à l'âge de 5 ans. Elle fut inhumée dans la nécropole royale des Bourbon-Siciles dans la basilique Santa Chiara à Naples.

## Titres
- 31 juillet 1787 - 20 septembre 1792 : Son Altesse Royale la Princesse Maria Henrietta de Bourbon-Deux Siciles.